# Hogna lambarenensis
Hogna lambarenensis este o specie de păianjeni din genul Hogna, familia Lycosidae. A fost descrisă pentru prima dată de Simon, 1910.
Este endemică în Congo. Conform Catalogue of Life specia Hogna lambarenensis nu are subspecii cunoscute.